# Sácama
Sácama – miasto w Kolumbii, w departamencie Casanare.